# Otto von Stülpnagel
Otto von Stülpnagel (Berlino, 16 giugno 1878 – Parigi, 6 febbraio 1948) è stato un generale tedesco durante la seconda guerra mondiale.

## Biografia
Cugino del generale Carl-Heinrich von Stülpnagel, tra il 1940 ed il 1942 fu comandante supremo delle truppe di occupazione tedesche in Francia, dirigendo l'ondata di terrore e l'esecuzione degli ostaggi; fu sostituito al comando proprio dal cugino.
Dopo la liberazione fu catturato dai francesi ed imprigionato nel carcere di Cherche-Midi; qui si suicidò il 6 febbraio 1948.